# 小豆餅
小豆餅（あずきもち）は、静岡県浜松市中央区の町名。現行行政地名は小豆餅一丁目から小豆餅四丁目。住居表示実施済み。

## 地理
三方原台地の中央部に位置する。主に住宅地として利用される。町内には直線的な道路が多く、また平坦な地形で標高差は殆どない。

## 歴史
正式な町名となったのは1976年（昭和51年）6月で、それ以前は大部分が萩町（北西側の一部は葵町）に属していた。しかし1964年（昭和39年）に廃線となった遠州鉄道奥山線には戦前から小豆餅駅が存在していたほか、さらに古い1892年 (明治25年)発行の2万分1正式図 (大日本帝国陸地測量部) にすでに「小豆餅」の地名が見えている。

### 町名の由来
徳川家康が三方ヶ原の戦いで武田信玄の軍に敗れた際、敗走の途中でこの近辺の茶屋で小豆餅を食べたとする伝説に由来する。この逸話にはさらに続きがある。家康が小豆餅を食べている時に武田軍が追ってきたため、家康は代金を払わずに馬に乗って逃げた。しかし茶屋の老婆が走って家康を追いかけ、やっと追いついて家康に代金を支払わせた。この老婆が家康に追いついたところが「銭取」という地名として残った。現在は小豆餅の町名は存在するが、銭取の町名としては存在せず、遠鉄バスのバス停（気賀三ヶ日線ほか40番台系統。行政地名としては中央区和合町）として残っているのみである。ちなみに小豆餅と銭取の距離はおよそ6km程ある。
この逸話は御手洗清『遠州伝説集』(昭和43年) などで紹介されているが後世の創作である可能性が高く、他の説では三方ヶ原の戦いでの死者を弔うためこの地に餅を供える習慣が続いたことが地名の由来である。会田文彬『浜松風土記』(昭和28年) には慶長年間のこととして、浜松城主堀尾忠氏の弟高階晴久が三方ヶ原に立ち寄り茶店で小豆餅を食べたところ、次々と奇怪な出来事が起こったので慌てて店を飛び出し、町まで逃げ帰った。翌日、晴久は多数の供をつれて昨日の場所に行くと、うら寂しい大野原に三方ヶ原の戦いの戦死者の白骨が散乱していたので、掻き集めて焚いて埋め、小豆餅を供えて大念仏で法事を営んだことが由来であるとの記述がある。小豆餅の東側に隣接する有玉西町にある「千人塚」が戦死者の白骨を埋めた場所とも言われていたが、戦後の発掘調査によって古墳であったことが判明した（現在の千人塚古墳）。ただし、参謀本部が編纂した『日本戦史』が小豆餅戦場説を採用したことや、小豆餅から住吉にかけての「大柴原」を主戦場に比定する富田日出雄説のように小豆餅付近を三方ヶ原の戦いの古戦場に比定する説も存在している。また同様に、銭取はこの辺りに山賊がよく現れたことに由来する（山賊に銭を取られるため）。三方ヶ原の戦いがあった時期、水源の乏しい三方原台地に民家まして茶屋などは存在しなかった可能性が高いが、当時の家康の必死の逃亡をよく表現した伝説として、長く地元の人々に親しまれてきた。

## 世帯数と人口
2018年（平成30年）12月1日現在の世帯数と人口は以下の通りである。
| 丁目         | 世帯数    | 人口    |
| ------------ | --------- | ------- |
| 小豆餅一丁目 | 609世帯   | 1,338人 |
| 小豆餅二丁目 | 366世帯   | 809人   |
| 小豆餅三丁目 | 521世帯   | 1,015人 |
| 小豆餅四丁目 | 278世帯   | 652人   |
| 計           | 1,774世帯 | 3,814人 |

## 小・中学校の学区
市立小・中学校に通う場合、学区は以下の通りとなる。
| 丁目         | 番・番地等 | 小学校             | 中学校             |
| ------------ | ---------- | ------------------ | ------------------ |
| 小豆餅一丁目 | 全域       | 浜松市立萩丘小学校 | 浜松市立高台中学校 |
| 小豆餅二丁目 | 全域       | 浜松市立萩丘小学校 | 浜松市立高台中学校 |
| 小豆餅三丁目 | 全域       | 浜松市立萩丘小学校 | 浜松市立高台中学校 |
| 小豆餅四丁目 | 全域       | 浜松市立萩丘小学校 | 浜松市立高台中学校 |

## 交通

### バス
- 遠鉄バス
  - 50山の手医大線、53・56萩丘都田線：（城北工高／浜松中央署経由 浜松駅 方面 - ）萩丘 - 小豆餅南 - 小豆餅北（ - 医科大学／半田山中／染地台三丁目（／ニコエ・春華堂浜北工場）／都田駅前 方面）

### 道路
- 国道257号（住吉バイパス）
- 静岡県道261号磐田細江線

## その他

### 日本郵便
- 郵便番号 : 433-8113[3]（集配局：浜松北郵便局[9]）。

### 警察
警察の管轄は以下の通りである。
| 丁目         | 番・番地等 | 警察署         | 交番・駐在所 |
| ------------ | ---------- | -------------- | ------------ |
| 小豆餅一丁目 | 全域       | 浜松中央警察署 | 北部交番     |
| 小豆餅二丁目 | 全域       | 浜松中央警察署 | 北部交番     |
| 小豆餅三丁目 | 全域       | 浜松中央警察署 | 北部交番     |
| 小豆餅四丁目 | 全域       | 浜松中央警察署 | 北部交番     |